# Pimpla aethiops
Pimpla aethiops là một loài tò vò trong họ Ichneumonidae.